# Smart and Smarter
Smart and Smarter, llamado Dos listas muy listas en España y Lista y más lista en Hispanoamérica, es un episodio perteneciente a la decimoquinta temporada de la serie animada Los Simpson, emitido originalmente el 22 de febrero de 2004. El episodio fue escrito por Carolyn Omine y dirigido por Steve Dean Moore. Simon Cowell fue la estrella invitada, interpretando a Henry.

## Sinopsis

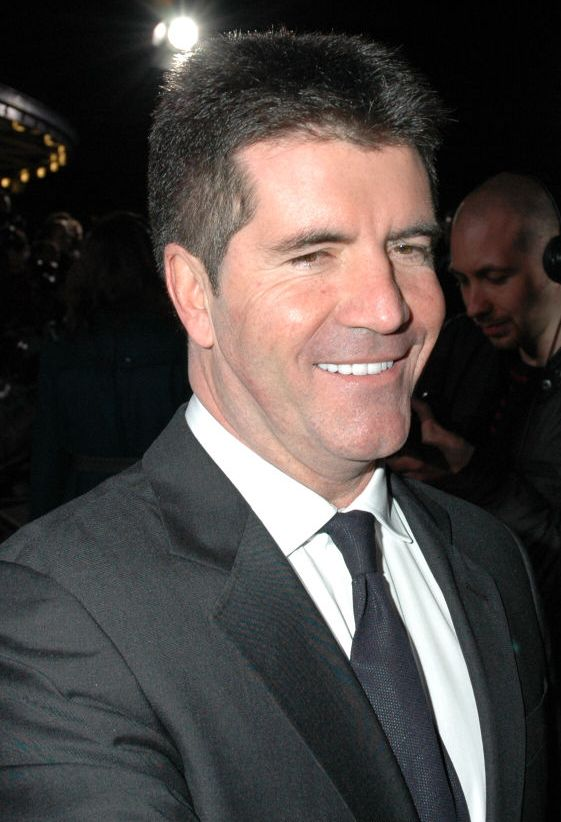
Simon Cowell fue la estrella invitada, interpretando al director de la Escuela Pre-Preescolar, Henry.

Todo comienza cuando la familia, luego de visitar un restaurante de panqueques, va a la Escuela Pre-Preescolar de la Sra. Wickerbottom, adonde Apu y Manjula planeaban enviar a dos de sus ocho hijos. Homer Simpson y Marge deciden inscribir a Maggie. Sin embargo, la bebé falla en su examen inicial porque no puede hablar, y esto debido a que el examinador de la escuela era el estricto Henry, hasta que Lisa descubre otras formas de inteligencia en su hermana. Homer y Marge, entonces, deciden hacer otra prueba. Los resultados muestran que no sólo Maggie es brillante, sino que su coeficiente intelectual de 167 era mayor que el de Lisa, de 159. Lisa ya no es considerada "la inteligente" de la familia Simpson. Sus intentos de encontrar una nueva identidad, tales como una gótica llamada Cuervo Jamás-Sonríe, una porrista, una rapera, una jugadora de fútbol, una vaquera, e incluso una comediante, fallan en absoluto.
Ya en su casa, Lisa empieza a mostrar una actitud de envidia a su propia hermana, tanto que le enseña a Maggie con información falsa. Pero Homer (con un speak and spell en forma de rana), y Marge la regañan por intentar sabotear la educación de su hermana. La niña se da cuenta de que ha fracasado como como hija y hermana por lo que decide irse de su casa, escondiéndose en el Museo de Historia Natural, en donde no había posibilidades de que Marge y Homer la encontrasen, hasta que el Jefe Wiggum, Lou y Eddie la encuentran allí. La familia va a una enorme maqueta del cuerpo humano, pero Maggie accidentalmente presiona el botón de tragar cuando Marge, Homer y Bart se encontraban en la lengua, provocando que todos cayeran dentro del cuerpo. Maggie presiona muchos botones hasta que finalmente, oprime "evacuar", gracias a un consejo de Lisa. 
Luego de que Maggie salva a Homer, Marge, y Bart, se revela que ya no tiene el secreto de su inteligencia; en realidad, Lisa inconscientemente le decía las respuestas de las preguntas en los exámenes a través de mímica. Sin embargo, Maggie toma el saxofón y comienza a tocar igual que su hermana, mostrando otro indicio de niña genio; Lisa reclama su saxofón asegurándole que no es para bebés.